# Josafat

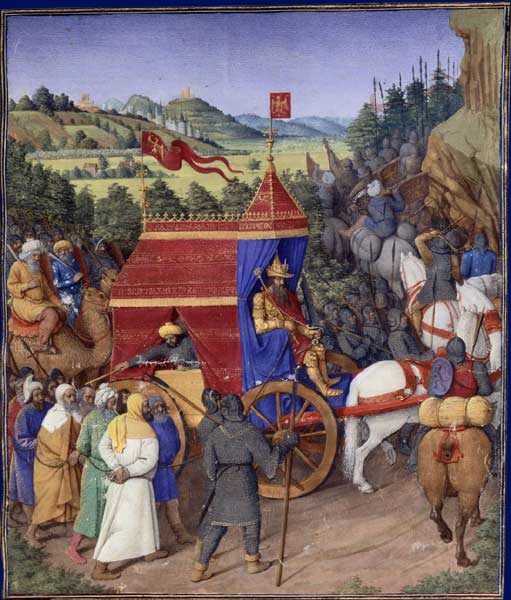
Josafats triumf av Jean Fouquet.

Josafat eller Joshafat (hebreiska: יְהוֹשָׁפָט; grekiska: Ἰωσαφάτ; latin: Josaphat), son till Asa, blev kung i Juda rike vid 35 års ålder och regerade i 25 år omkring 873-849 f.Kr. Han efterträddes av sin son Joram som han gifte bort med Atalja, dotter till Israels kung Achav.
Josafat var särskilt idog i sitt kall att sätta stopp för avgudadyrkan. Han ägnade sig därför åt ikonoklasm. Hans rike låg emellanåt i krig med Israel. Traditionellt förknippas hans namn med Josafatdalen som möjligen är dagens Kidron, där enligt bibeln alla folks fördömelse skall äga rum.